# بزرگراه ۷۰ آسیا
بزرگراه ۷۰ آسیا که به صورت علامت اختصاری AH-70 نشان داده می‌شود، بزرگراهی است به طول ۴۶۵۵ کیلومتر که از دونتسک در روسیه (مرز اوکراین) آغاز شده و در بندرعباس ایران پایان می‌یابد. مسیر آن از جاده‌های زیر است:

## اوکراین
- بزرگراه M04: کراسنودوم

## روسیه
- A260 جاده A260: دونتسک - ولگوگراد
- P22 جاده P22: ولگوگراد - آستراخان
- آستراخان - ولودارسکی

## قزاقستان
- A27 بزرگراه A27: کوتیافکا - آتیراو - دوسور
- A33 بزرگراه A33: دوسور - بئینو - ژتیبی - آق‌تاو
- A34 بزرگراه A34: ژتیسو - جانگی‌اوزن

## ترکمنستان
- گارابوگاز - ترکمن‌باشی - سردار
- سردار - گاریگالا - اینچه‌برون

## ایران
- جاده ۷۳: اینچه‌برون - گرگان
- جاده ۲۲: گرگان - ساری
- جاده ۸۱: ساری - دامغان - رباط پشت بادام
- جاده ۶۸: رباط پشت بادام - یزد
- جاده ۷۱: یزد - انار - بندرعباس[۱]